# Miquel Àngel Llauger i Rosselló
Miquel Àngel Llauger i Rosselló (Palma, març de 1963) és un escriptor, traductor i activista de l'ecologisme mallorquí.

## Biografia
Llicenciat en filologia catalana i professor de Secundària d'anglès. Ha escrit llibres de versos i de relats, col·labora al Diari de Mallorca, al diari Ara i a les revistes Randa i Lluc, ha traduït poesia de l'anglès al català i ha rebut els premis Bernat Vidal i Tomàs de Santanyí (1986) per L'arena de l'amor i el Premi Crítica Serra d'Or de traducció poètica en 2013 per Antologia de Spoon River d'Edgar Lee Masters.
Va ser coordinador general d'Els Verds de Mallorca entre 2004 i 2007 i diputat a les Eleccions al Parlament de les Illes Balears de 2007, en la VII legislatura, escollit en les llistes del Bloc per Mallorca. Va ser el portaveu suplent del Grup Parlamentari Bloc per Mallorca i PSM-Verds. Com a activista de l'ecologisme, és un dels impulsors i portaveus del col·lectiu Docents pel Futur.
Juntament amb Jeroni Salom, Gabriel de la S.T. Sampol i Joan Manuel Pérez i Pinya fundà i manté la revista Veus Baixes. Paper de versos i lletres. A més, és el creador d'anostrats.cat, web de poesia en altres llengües traduïda al català.
L'any 2018 obtingué el 16è Premi de Poesia Sant Cugat a la Memòria de Gabriel Ferrater, amb el llibre Fourmillante.
És vicepresident a les Illes del PEN Català.

## Obres

### Poesia
- L'arena de l'amor (Palma, Editorial Moll, 1986)
- Animals intel·ligents (Palma, Editorial Moll, 1992)
- Memòria del jardí (Binissalem, Editorial Di7, 2000)
- Els sonets del Cola-cao (Palma, Editorial El Moixet Demagog, 2009)
- A la Gran Babilònia (Palma, Editorial Moll, 2011)
- El mussol i el mixet-Versions del light verse i del nonsense verse (Palma, Documenta Balear, 2013)
- La gratitud (Palma, Editorial Moll, 2014)
- Zooscòpia (Barcelona, Blind Books, 2016)
- Volen quan volen (Maó, Editorial Arrela, 2017)
- Fourmillante (Barcelona, Edicions 62, 2018)
- A d'armari. Un abecedari de les coses de casa (Vic, Eumo, 2019)

### Narrativa
- Carrer Vanuatu (Binissalem, Editorial Di7, 1999)
- L'anell del capità Llull (Palma, Lleonard Muntaner, 2012)

### Traduccions
- Edgar Lee Masters, Antologia de Spoon River (Llibres del Segle, 2012). Amb Jaume Bosquet. Premi Crítica Serra d'Or de traducció poètica 2013
- Edward Lear, El llibre dels disbarats (Adesiara, 2016)
- Ted Kooser, L'ocell matiner i altres poemes (El Gall Editor, 2017). Amb Jaume Subirana
- R.W. Emerson, La confiança en un mateix. El poeta (Ensiola, 2019). Traduccions de Cebrià de Montoliu i M.A. Llauger
- Lewis Caroll, La cacera del Sauró (Adesiara, 2020)[7]